# Resolução 140 do Conselho de Segurança das Nações Unidas

Madagascar

Resolução 140 do Conselho de Segurança das Nações Unidas, foi aprovada em 28 de junho de 1960, após análise do pedido de Madagáscar para ser membro da Organização das Nações Unidas, o Conselho recomendou à Assembleia Geral que Madagáscar deve ser admitido.
Foi aprovada por unanimidade.